# Újezd (okres Beroun)
Újezd is een Tsjechische gemeente in de regio Midden-Bohemen, en maakt deel uit van het district Beroun.
Újezd telt 567 inwoners.
Bavoryně ·
Beroun ·
Běštín ·
Broumy ·
Březová ·
Bubovice ·
Bykoš ·
Bzová ·
Cerhovice ·
Drozdov ·
Felbabka ·
Hlásná Třebaň ·
Hořovice ·
Hostomice ·
Hředle ·
Hudlice ·
Hvozdec ·
Hýskov ·
Chaloupky ·
Chlustina ·
Chodouň ·
Chrustenice ·
Chyňava ·
Jivina ·
Karlštejn ·
Komárov ·
Koněprusy ·
Korno ·
Kotopeky ·
Králův Dvůr ·
Kublov ·
Lážovice ·
Lhotka ·
Libomyšl ·
Liteň ·
Loděnice ·
Lochovice ·
Lužce ·
Malá Víska ·
Málkov ·
Měňany ·
Mezouň ·
Mořina ·
Mořinka ·
Nenačovice ·
Nesvačily ·
Neumětely ·
Nižbor ·
Nový Jáchymov ·
Olešná ·
Osek ·
Osov ·
Otmíče ·
Otročiněves ·
Podbrdy ·
Podluhy ·
Praskolesy ·
Rpety ·
Skřipel ·
Skuhrov ·
Srbsko ·
Stašov ·
Suchomasty ·
Svatá ·
Svatý Jan pod Skalou ·
Svinaře ·
Tetín ·
Tlustice ·
Tmaň ·
Točník ·
Trubín ·
Trubská ·
Újezd ·
Velký Chlumec ·
Vinařice ·
Vižina ·
Vráž ·
Všeradice ·
Vysoký Újezd ·
Zadní Třebaň ·
Zaječov ·
Záluží ·
Zdice ·
Žebrák ·
Železná